# Анактувук
Анактувук (англ. Anaktuvuk River) — крупная река на севере штата Аляска, США. Протекает по территории боро Норт-Слоп.
Берёт начало из нескольких ледников в горах Эндикотт (часть хребта Брукса) и течёт на запад; к северу от населённого пункта Анактувук-Пасс поворачивает на север. Спускаясь с гор, река вытекает на низменную прибрежную равнину Северного Ледовитого океана. Впадает в реку Колвилл недалеко от невключённой территории Умиат. В нижнем течении принимает крупный приток Нанушук (161 км). Длина реки Анактувук составляет 217 км.
Некоторые участки реки представляют собой хорошие места для ловли арктического гольца и хариуса. В то же время большая часть течения реки недоступна для моторных лодок из-за низкого уровня воды. Бассейн реки представляет собой богатые охотничьи угодья. Охотники иногда прилетают сюда летом для охоты на лося, карибу, гризли и других животных. Река крайне редко используется для водного туризма из-за низкого и нестабильного уровня воды, большой удалённости и сложных погодных условий.